# Östra Radnejaure
Östra Radnejaure är en sjö i Arjeplogs kommun i Lappland som ingår i Skellefteälvens huvudavrinningsområde. Sjön har en area på 1,8 kvadratkilometer och ligger 443 meter över havet. Sjön avvattnas av vattendraget Radnejaurälven.

## Delavrinningsområde
Östra Radnejaure ingår i delavrinningsområde (732003-161056) som SMHI kallar för Utloppet av Östra Radnejaure. Medelhöjden är 493 meter över havet och ytan är 18,53 kvadratkilometer. Det finns ett avrinningsområde uppströms, och räknas det in blir den ackumulerade arean 64,82 kvadratkilometer. Radnejaurälven som avvattnar avrinningsområdet har biflödesordning 2, vilket innebär att vattnet flödar genom totalt 2 vattendrag innan det når havet efter 289 kilometer. Avrinningsområdet består mestadels av skog (88 procent). Avrinningsområdet har 1,88 kvadratkilometer vattenytor vilket ger det en sjöprocent på 10,2 procent.